# Slowenische Badminton-Juniorenmeisterschaft
Slowenische Badminton-Juniorenmeisterschaften werden seit 1963 ausgetragen.

## Die Titelträger
| Saison | Herreneinzel      | Dameneinzel       | Herrendoppel                     | Damendoppel                       | Mixed                           |
| ------ | ----------------- | ----------------- | -------------------------------- | --------------------------------- | ------------------------------- |
| 1963   | Jani Drinovec     |                   | Janez Jereb Boris Skapin         | Breda Križman Marta Amf           | Jani Drinvec Marta Amf          |
| 1964   | Janez Jereb       | Breda Križman     | Janez Jereb Boris Skapin         | Breda Križman Marta Amf           | Janez Jereb Vita Bohinc         |
| 1965   | Boris Skapin      | Lučka Križman     | Mladen Skof Bojan Kaplan         | Lučka Križman Vita Bohinc         | Slavko Županič Vita Bohinc      |
| 1966   | Bojan Kaplan      | Marta Amf         | Mladen Skof Bojan Kaplan         | Marta Amf Vita Bohinc             | Mladen Skof Tana Hernja         |
| 1967   | Mladen Skof       | Lučka Križman     | Mladen Skof Bojan Kaplan         | Marta Amf Vita Bohinc             | Mladen Skof Meta Ravnikar       |
| 1968   | Gregor Berden     | Lučka Križman     | Mladen Skof Bojan Kaplan         | Lučka Križman Slavica Valentincic | Gregor Berden Lučka Križman     |
| 1969   | Gregor Berden     | Lučka Križman     | Stane Koprivšek Joze Frankovic   | Tana Herna Nada Koprivsek         | Gregor Berden Lučka Križman     |
| 1970   | Gregor Berden     | Lučka Križman     | Stane Koprivšek Joze Frankovic   | Lučka Križman Maca Seifert        | Gregor Berden Lučka Križman     |
| 1971   | Stane Koprivšek   | Lučka Križman     | Stane Koprivšek Joze Frankovic   | Maca Seifert Eta Zupancic         | Miha Šepec Lučka Križman        |
| 1972   | Milan Silc        | Maca Seifert      | Joze Frankovic Marko Sega        | Maca Seifert Maja Atanasievic     | Joze Frankovic Jelena Jazbinsek |
| 1973   | nicht ausgetragen | nicht ausgetragen | nicht ausgetragen                | nicht ausgetragen                 | nicht ausgetragen               |
| 1974   | Marko Sega        | Maja Atanasievic  | Marko Sega                       | keine Daten                       | Marko Sega Maja Alanasievic     |
| 1975   | Jura Zaletal      | keine Daten       | Miha Villar                      | keine Daten                       | Jure Zaletal Tanja Kovac        |
| 1976   | Jura Zaletal      | Tanja Kovac       | Miha Villar Samo Sever           | keine Daten                       | Jure Zaletal Tanja Kovac        |
| 1977   | Miha Vlar         | Tanja Kovac       | keine Daten                      | keine Daten                       | keine Daten                     |
| 1978   | Miha Vlar         | Tanja Kovac       | keine Daten                      | Tanja Kovac Mojca Tratnik         | keine Daten                     |
| 1979   | Miha Vlar         | Tanja Kovac       | keine Daten                      | keine Daten                       | keine Daten                     |
| 1980   | Bojan Erjavec     | keine Daten       | keine Daten                      | keine Daten                       | keine Daten                     |
| 1981   | Bojan Erjavec     | keine Daten       | keine Daten                      | keine Daten                       | keine Daten                     |
| 1982   | Bojan Strah       | Suzana Petkovic   | Bojan Strah Zoran Korenčan       | Suzana Petkovic Tanja Slibar      | Bojan Strah Bojana Sviglin      |
| 1983   | Miran Dominko     | Breda Koren       | Bojan Strah Zoran Korenčan       | nicht ausgetragen                 | Miran Dominko Tanja Slibar      |
| 1984   | Miha Rugalj       | Breda Koren       | Bojan Strah Zoran Korenčan       | Breda Koren Tanja Slibar          | Aleksander Kustec Breda Koren   |
| 1985   | Sašo Zrnec        | Breda Koren       | Marjan Vugrinec Boris Klemenčič  | Breda Koren Tamara Todorović      | Aleksander Kustec Breda Koren   |
| 1986   | Boris Klemenčič   | Breda Koren       | Boris Klemenčič Miha Košnik      | Breda Koren Karina Sekereš        | Miha Košnik Breda Koren         |
| 1987   | Boris Klemenčič   | Nataša Pirih      | Boris Klemenčič Miha Košnik      | Mirjana Krpan Natalija Matičič    | Boris Klemenčič Nataša Mulić    |
| 1988   | Blaž Bertoncej    | Polona Zupančič   | Blaž Bertoncelj Andrej Pohar     | Karina Sekereš Nataša Mulić       | Blaž Bertoncelj Polona Zupančič |
| 1989   | Andrej Pohar      | Urša Jovan        | Blaž Bertoncelj Andrej Pohar     | Polona Zupančič Janja Čarman      | Andrej Pohar Maja Pohar         |
| 1990   | Andrej Pohar      | Mateja Slatnar    | Tibor Fulle Borut Kuprivec       | Polona Zupančič Mateja Slatnar    | Andrej Pohar Maja Pohar         |
| 1991   | Andrej Pohar      | Maja Pohar        | Andrej Pohar Jaka Pelhan         | Janja Čarman Mateja Slatnar       | Andrej Pohar Maja Pohar         |
| 1992   | Jaka Pelhan       | Mateja Slatnar    | Jaka Pelhan Luka Klemenc         | Maja Pohar Urša Jovan             | Jaka Pelhan Tina Pelhan         |
| 1993   | Jaka Pelhan       | Maja Pohar        | Jaka Pelhan Miha Babnik          | Maja Pohar Urša Jovan             | Jaka Pelhan Maja Pohar          |
| 1994   | Simon Hawlina     | Tina Pelhan       | Simon Hawlina Miha Babnik        | Nina Pulko Darja Kranjc           | Simon Hawlina Tina Pelhan       |
| 1995   | Simon Hawlina     | Darja Kranjc      | Simon Hawlina Grega Hawlina      | Nina Palko Darja Kranjc           | Simon Hawlina Tina Pelhan       |
| 1996   | Aleš Murn         | Urša Dlahutnik    | Marjan Rener Marko Krofliź       | Urša Dlahutnik Nina Sumi          | Marko Krofliź Nina Sumi         |
| 1997   | Aleš Murn         | Maja Tvrdy        | Aleš Murn Žiga Strmole           | Nina Pulko Maja Tvrdy             | Miha Pohar Nina Pulko           |
| 1998   | Aleš Murn         | Maja Tvrdy        | Aleš Murn Žiga Strmole           | Nina Pulko Maja Tvrdy             | Miha Pohar Nina Pulko           |
| 1999   | Aleš Murn         | Nina Pulko        | Samo Lipuscek Jure Kelher        | Nina Pulko Maja Tvrdy             | Aleš Murn Nina Pulko            |
| 2000   | Miha Šepec jr.    | Maja Kesnik       | Žiga Strmole Gasper Plestenjak   | Maja Kersnik Maja Tvrdy           | Anze Zupanic Maja Kersnik       |
| 2001   | Miha Horvat       | Maja Tvrdy        | Miha Šepec jr. Sergej Pouh       | Maja Tvrdy Simona Koncut          | Miha Šepec jr. Maja Tvrdy       |
| 2002   | Miha Šepec jr.    | Urška Silvester   | Miha Šepec jr. Sergej Pouh       | Urška Silvester Špela Silvester   | Luka Petrič Urška Silvester     |
| 2003   | Miha Šepec jr.    | Urška Silvester   | Miha Šepec jr. Luka Petrič       | Urška Silvester Špela Silvester   | Miha Šepec jr. Urška Silvester  |
| 2004   | Nejc Boljka       | Urška Silvester   | Andrej Zwitter Žiga Frass        | Urška Silvester Špela Silvester   | Nejc Boljka Špela Silvester     |
| 2005   | Nejc Boljka       | Ana Kovač         | Rok Cinc Iztok Utroša            | Tjaša Delak Ana Kovač             | Mili Arapović Ana Kovač         |
| 2006   | Mili Arapović     | Ana Kovač         | Matevž Bajuk Aljoša Turk         | Tjaša Delak Ana Kovač             | Matevž Bajuk Tjaša Delak        |
| 2007   | Matevž Bajuk      | Nika Končut       | Matevž Bajuk Aljoša Turk         | Tina Kodrič Tina Juršič                                  | Matevž Bajuk Tjaša Delak        |
| 2008   | Matevž Bajuk      | Nika Končut       | Matevž Bajuk Aljoša Turk         | Nika Končut Sabina Magyar         | Janž Omerzu Nika Končut         |
| 2009   | Luka Wraber       | Tina Kodrič       | Matevž Bajuk Urban Turk          | Tina Kodrič Živa Repše            | Kek Jamnik Tina Kodrič          |
| 2010   | Alen Roj          | Tina Kodrič       | Alen Roj Žiga Bec                | Tina Jurič Urška Polc                                  | Kek Jamnik Tina Kodrič          |
| 2011   | Urban Turk        | Kaja Stanković    | Urban Turk Mitja Šemrov          | Kaja Stanković Kim Novak          | Urban Turk Urška Polc           |
| 2012   | Urban Turk        | Kaja Stanković    | Urban Turk Mitja Šemrov          | Kaja Stanković Kim Novak          | Urban Turk Urša Arih            |
| 2013   | Mitja Šemrov      | Kaja Stanković    | Žan Laznik Mitja Šemrov          | Kaja Okršlar Ana Marija Šetina    | Mitja Šemrov Kaja Stanković     |
| 2014   | Andraž Krapež     | Nastja Stovanje   | Žan Laznik Luka Pungerčar        | Iza Šalehar Lia Šalehar           | Miha Ivanič Ema Cizelj          |
| 2015   | Andraž Krapež     | Nika Arih         | Andraž Krapež Miha Ivanič        | Iza Šalehar Lia Šalehar           | Miha Ivanič Lia Šalehar         |
| 2016   | Andraž Krapež     | Ema Cizelj        | Andraž Krapež Tilen Zalar        | Nika Arih Petra Polanc            | Andraž Krapež Nika Arih         |
| 2017   | Miha Ivanič       | Ema Cizelj        | Miha Ivanič Rok Jerčinovič       | Nika Arih Petra Polanc            | Miha Ivanič Petra Polanc        |
| 2018   | Gašper Krivec     | Petra Polanc      | Jaka Ivančič Miha Masten         | Nike Brajkovič Petra Polanc       | Gašper Krivec Petra Polanc      |
| 2019   | Jaka Ivančič      | Nika Brajkovič    | Jaka Ivančič Miha Masten         | Špela Alič Maruša Vračar          | Jaka Ivančič Taja Pipan         |
| 2020   | Miha Masten       | Anja Jordan       | Anel Hac Györkös Mark Koroša     | Špela Alič Nike Brajkovič         | Jan Babnik Nike Brajkovič       |
| 2021   | Žiga Podgoršek    | Anja Blazina      | Jaka Perič Marovt Žiga Podgoršek | Kim Matovič Zoja Novak            | Jan Krumpak Zoja Novak          |
| 2022   | Mark Koroša       | Anja Blazina      | Jaka Perič Marovt Žiga Podgoršek | Špela Alič Anja Jordan            | Žiga Podgoršek Anja Jordan      |
| 2023   | Mark Koroša       | Anja Blazina      | Mark Koroša Žiga Podgoršek       | Anja Blazina Ariana Korent        | Vid Koščak Anja Blazina         |
| 2024   | Žiga Podgoršek    | Anja Blazina      | Tadej Jelenc Nikita Peshekhonov  | Anja Blazina Ariana Korent        | Žiga Podgoršek Nika Bedič       |
| 2025   | Tadej Jelenc      | Anja Blazina      | Tadej Jelenc Nikita Peshekhonov  | Anja Blazina Ariana Korent        | Tadej Jelenc Ariana Korent      |